# Cyrioctea
Cyrioctea là một chi nhện trong họ Zodariidae.

## Các loài
Các loài trong chi này gồm:
- Cyrioctea aschaensis Schiapelli & Gerschman, 1942
- Cyrioctea calderoni Platnick, 1986
- Cyrioctea cruz Platnick, 1986
- Cyrioctea griswoldorum Platnick & Jocqué, 1992
- Cyrioctea hirsuta Platnick & Griffin, 1988
- Cyrioctea marken Platnick & Jocqué, 1992
- Cyrioctea mauryi Platnick, 1986
- Cyrioctea namibensis Platnick & Griffin, 1988
- Cyrioctea raveni Platnick & Griffin, 1988
- Cyrioctea spinifera (Nicolet, 1849) *
- Cyrioctea whartoni Platnick & Griffin, 1988